# Bundestagswahlkreis Cottbus – Spree-Neiße
Der Wahlkreis Cottbus – Spree-Neiße (Wahlkreis 64) ist ein Bundestagswahlkreis in Brandenburg. Er umfasst das Gebiet der Stadt Cottbus und des Landkreises Spree-Neiße. Bei der Bundestagswahl 2025 waren 165.942 Einwohner wahlberechtigt.

## Geschichte
Der Wahlkreis wurde nach der Deutschen Wiedervereinigung für die Bundestagswahl 1990 unter dem Namen Cottbus – Guben – Forst neu gebildet und mit der Wahlkreisnummer 280 versehen. Das Wahlkreisgebiet bestand ursprünglich aus den damaligen Kreisen Guben, Forst und Cottbus sowie der Stadt Cottbus.
Die nach dem Gesetz zur Neugliederung der Kreise und kreisfreien Städte im Land Brandenburg vom 24. Dezember 1992 durchgeführte Gebietsreform fand ihren Niederschlag in der Aufteilung der Bundestagswahlkreise erst in deren grundlegender Neuordnung vor der Bundestagswahl 2002. Seitdem gehört auch das Gebiet des ehemaligen Kreises Spremberg, der vorher Teil des Wahlkreises Senftenberg – Calau – Spremberg war, zum Wahlkreisgebiet. Seither trägt der Wahlkreis auch den Namen Cottbus – Spree-Neiße.
2005 hatte er die Wahlkreisnummer 64, 2009 die Nummer 65 und seit 2013 wieder die Nummer 64.

## Wahlkreisabgeordnete
| Wahl | Abgeordneter | Abgeordneter        | Partei | Stimmen in % |
| ---- | ------------ | ------------------- | ------ | ------------ |
| 1990 |              | Michael Wonneberger | CDU    | 40,2         |
| 1994 |              | Werner Labsch       | SPD    | 41,5         |
| 1998 | 43,5         | Werner Labsch       | SPD    |              |
| 2002 |              | Wilfried Schreck    | SPD    | 43,4         |
| 2005 |              | Steffen Reiche      | SPD    | 37,6         |
| 2009 |              | Wolfgang Nešković   | LINKE  | 30,0         |
| 2013 |              | Klaus-Peter Schulze | CDU    | 36,0         |
| 2017 | 28,4         | Klaus-Peter Schulze | CDU    |              |
| 2021 |              | Maja Wallstein      | SPD    | 27,6         |
| 2025 |              | Lars Schieske       | AfD    | 42,0         |

## Wahlergebnisse

### Bundestagswahl 2025
Zur Bundestagswahl 2025 schicken die Grünen keinen Direktkandidaten ins Rennen, laut den Grünen-Kreisverbänden als „Signal für die Stärkung des demokratischen Spektrums in der Region“. Die Wahl hatte folgendes amtliches Endergebnis:
| Kandidaten                      | Kandidaten                 | Parteien/Listen       | Erststimmen | Erststimmen | Zweitstimmen | Zweitstimmen |
| Kandidaten                      | Kandidaten                 | Parteien/Listen       | Stimmen     | %           | Stimmen      | %            |
| ------------------------------- | -------------------------- | --------------------- | ----------- | ----------- | ------------ | ------------ |
|                                 | Lars Schieskegewählt im WK | AfD                   | 54.980      | 42,0        | 51.313       | 39,0         |
|                                 | Michael Rabes              | CDU                   | 22.712      | 17,3        | 20.932       | 15,9         |
|                                 | Maja Wallstein             | SPD                   | 30.552      | 23,3        | 18.349       | 14,0         |
|                                 | –                          | BSW                   | –           | –           | 15.134       | 11,5         |
|                                 | Christian Görke            | Die Linke             | 12.818      | 9,8         | 12.144       | 9,2          |
|                                 | –                          | Bündnis 90/Die Grünen | –           | –           | 5.275        | 4,0          |
|                                 | Robert Kellner             | FDP                   | 3.558       | 2,7         | 4.249        | 3,2          |
|                                 | Carsten Kupsch             | Freie Wähler          | 2.882       | 2,2         | 1.615        | 1,2          |
|                                 | Robert Hanschke            | Die PARTEI            | 2.257       | 1,7         | 1.235        | 0,9          |
|                                 | Florian Thiemann           | Volt                  | 1.151       | 0,9         | 742          | 0,6          |
|                                 | –                          | Bündnis Deutschland   | –           | –           | 326          | 0,2          |
|                                 | –                          | MLPD                  | –           | –           | 92           | 0,1          |
| Gesamt                          | Gesamt                     | Gesamt                | 130.910     | 100         | 131.406      | 100          |
|                                 |                            |                       |             |             |              |              |
| Ungültige Stimmen               | Ungültige Stimmen          | Ungültige Stimmen     | 1.468       | 1,1         | 972          | 0,7          |
| Wähler                          | Wähler                     | Wähler                | 132.378     | 79,8        | 132.378      | 79,8         |
| Wahlberechtigte                 | Wahlberechtigte            | Wahlberechtigte       | 165.945     |             | 165.945      |              |
|                                 |                            |                       |             |             |              |              |
| Quellen: Die Bundeswahlleiterin |                            |                       |             |             |              |              |

### Bundestagswahl 2021
Bei der Bundestagswahl 2021 sind für den Wahlkreis 64 19 Parteien mit Landeslisten und elf Kandidaten für das Direktmandat angetreten. Die Wahlbeteiligung lag bei 74,9 %.
| Kandidaten                    | Kandidaten                  | Parteien/Listen       | Erststimmen | Erststimmen | Zweitstimmen | Zweitstimmen |
| Kandidaten                    | Kandidaten                  | Parteien/Listen       | Stimmen     | %           | Stimmen      | %            |
| ----------------------------- | --------------------------- | --------------------- | ----------- | ----------- | ------------ | ------------ |
|                               | Maja Wallsteingewählt im WK | SPD                   | 34.882      | 27,6        | 36.098       | 28,5         |
|                               | Daniel Münschke             | AfD                   | 32.530      | 25,7        | 30.729       | 24,3         |
|                               | Markus Niggemann            | CDU                   | 21.072      | 16,7        | 17.502       | 13,8         |
|                               | Laura Schieritz             | FDP                   | 11.400      | 9,0         | 13.603       | 10,7         |
|                               | Christian Görke             | Die Linke             | 11.156      | 8,8         | 9.670        | 7,6          |
|                               | Heide Schinowsky            | Bündnis 90/Die Grünen | 4.662       | 3,7         | 6.939        | 5,5          |
|                               | Andreas Richter             | Freie Wähler          | 3.375       | 2,7         | 2.818        | 2,2          |
|                               | –                           | Tierschutzpartei      | –           | –           | 2.516        | 2,0          |
|                               | Lysann Kobbe                | dieBasis              | 2.779       | 2,2         | 2.212        | 1,7          |
|                               | Michael Matschke            | Die PARTEI            | 2.943       | 2,3         | 1.593        | 1,3          |
|                               | Ingo Weidelt                | Unabhängige           | 1.140       | 0,9         | 899          | 0,7          |
|                               | –                           | NPD                   | –           | –           | 423          | 0,3          |
|                               | –                           | Piratenpartei         | –           | –           | 392          | 0,3          |
|                               | –                           | Volt                  | –           | –           | 347          | 0,3          |
|                               | –                           | Team Todenhöfer       | –           | –           | 276          | 0,2          |
|                               | Gisela Vierrath             | DKP                   | 424         | 0,3         | 218          | 0,2          |
|                               | –                           | Die Humanisten        | –           | –           | 128          | 0,1          |
|                               | –                           | ÖDP                   | –           | –           | 123          | 0,1          |
|                               | –                           | MLPD                  | –           | –           | 69           | 0,1          |
| Gesamt                        | Gesamt                      | Gesamt                | 126.363     | 100         | 126.555      | 100          |
|                               |                             |                       |             |             |              |              |
| Ungültige Stimmen             | Ungültige Stimmen           | Ungültige Stimmen     | 1.960       | 1,5         | 1.768        | 1,4          |
| Wähler                        | Wähler                      | Wähler                | 128.323     | 74,9        | 128.323      | 74,9         |
| Wahlberechtigte               | Wahlberechtigte             | Wahlberechtigte       | 171.267     |             | 171.267      |              |
|                               |                             |                       |             |             |              |              |
| Quellen: Der Bundeswahlleiter |                             |                       |             |             |              |              |

### Bundestagswahl 2017
Bei der Bundestagswahl 2017 traten in Brandenburg 15 Parteien mit Landeslisten und neun Kandidaten für das Direktmandat an.
| Kandidaten                    | Kandidaten                       | Parteien/Listen        | Erststimmen | Erststimmen | Zweitstimmen | Zweitstimmen |
| Kandidaten                    | Kandidaten                       | Parteien/Listen        | Stimmen     | %           | Stimmen      | %            |
| ----------------------------- | -------------------------------- | ---------------------- | ----------- | ----------- | ------------ | ------------ |
|                               | Marianne Spring-Räumschüssel     | AfD                    | 32.776      | 25,3        | 34.905       | 26,8         |
|                               | Klaus-Peter Schulzegewählt im WK | CDU                    | 36.855      | 28,4        | 31.366       | 24,1         |
|                               | Birgit Kaufhold                  | Die Linke              | 20.359      | 15,7        | 21.456       | 16,5         |
|                               | Ulrich Freese                    | SPD                    | 22.019      | 17,0        | 19.729       | 15,2         |
|                               | Jeff Staudacher                  | FDP                    | 7.426       | 5,7         | 9.941        | 7,6          |
|                               | Wolfgang Renner                  | Bündnis 90/Die Grünen  | 4.319       | 3,3         | 4.093        | 3,1          |
|                               | –                                | Tierschutzpartei       | –           | –           | 2.401        | 1,8          |
|                               | Torsten Mack                     | Die PARTEI             | 3.212       | 2,5         | 1.898        | 1,5          |
|                               | –                                | NPD                    | –           | –           | 1.437        | 1,1          |
|                               | –                                | Freie Wähler           | –           | –           | 1.106        | 0,9          |
|                               | –                                | Bündnis Grundeinkommen | –           | –           | 584          | 0,4          |
|                               | –                                | Deutsche Mitte         | –           | –           | 488          | 0,4          |
|                               | Gisela Vierrath                  | DKP                    | 501         | 0,4         | 296          | 0,2          |
|                               | –                                | ÖDP                    | –           | –           | 204          | 0,2          |
|                               | –                                | MLPD                   | –           | –           | 124          | 0,1          |
|                               | Helmut Fleischhauer              | Einzelbewerber         | 2.256       | 1,7         | –            | –            |
| Gesamt                        | Gesamt                           | Gesamt                 | 129.723     | 100         | 130.028      | 100          |
|                               |                                  |                        |             |             |              |              |
| Ungültige Stimmen             | Ungültige Stimmen                | Ungültige Stimmen      | 2.390       | 1,8         | 2.085        | 1,6          |
| Wähler                        | Wähler                           | Wähler                 | 132.113     | 73,9        | 132.113      | 73,9         |
| Wahlberechtigte               | Wahlberechtigte                  | Wahlberechtigte        | 178.676     |             | 178.676      |              |
|                               |                                  |                        |             |             |              |              |
| Quellen: Der Bundeswahlleiter |                                  |                        |             |             |              |              |

### Bundestagswahl 2013
Bei der Bundestagswahl 2013 traten in Brandenburg 12 Parteien mit Landeslisten an. Im Wahlkreis Cottbus – Spree-Neiße traten zehn Kandidaten für das Direktmandat an, darunter ein Parteiloser, der 2009 für die Linkspartei direkt gewählte Bundestagsabgeordnete des Wahlkreises, Wolfgang Nešković.
| Kandidaten                    | Kandidaten                       | Parteien/Listen                 | Erststimmen | Erststimmen | Zweitstimmen | Zweitstimmen |
| Kandidaten                    | Kandidaten                       | Parteien/Listen                 | Stimmen     | %           | Stimmen      | %            |
| ----------------------------- | -------------------------------- | ------------------------------- | ----------- | ----------- | ------------ | ------------ |
|                               | Klaus-Peter Schulzegewählt im WK | CDU                             | 44.301      | 35,9        | 44.230       | 35,8         |
|                               | Birgit Wöllert                   | Die Linke                       | 24.681      | 20,0        | 27.965       | 22,6         |
|                               | Ulrich Freese                    | SPD                             | 29.510      | 23,9        | 26.863       | 21,7         |
|                               | –                                | AfD                             | –           | –           | 8.555        | 6,9          |
|                               | Wolfgang Renner                  | Bündnis 90/Die Grünen           | 3.278       | 2,7         | 4.382        | 3,5          |
|                               | Ronny Zasowk                     | NPD                             | 4.929       | 4,0         | 3.897        | 3,2          |
|                               | Martin Neumann                   | FDP                             | 2.498       | 2,0         | 2.984        | 2,4          |
|                               | Sascha Kahle                     | Piratenpartei                   | 2.889       | 2,3         | 2.615        | 2,1          |
|                               | –                                | Freie Wähler                    | –           | –           | 1.355        | 1,1          |
|                               | –                                | pro Deutschland                 | –           | –           | 525          | 0,4          |
|                               | –                                | Die Republikaner                | –           | –           | 204          | 0,2          |
|                               | –                                | MLPD                            | –           | –           | 138          | 0,1          |
|                               | Wolfgang Nešković                | Einzelbewerber                  | 9.999       | 8,1         | –            | –            |
|                               | Lars Krause                      | Die PARTEI (nur Direktkandidat) | 901         | 0,7         | –            | –            |
|                               | Sebastian Zachow-Vierrath        | DKP (nur Direktkandidat)        | 245         | 0,2         | –            | –            |
| Gesamt                        | Gesamt                           | Gesamt                          | 123.231     | 100         | 123.713      | 100          |
|                               |                                  |                                 |             |             |              |              |
| Ungültige Stimmen             | Ungültige Stimmen                | Ungültige Stimmen               | 2.689       | 2,1         | 2.207        | 1,8          |
| Wähler                        | Wähler                           | Wähler                          | 125.920     | 67,3        | 125.920      | 67,3         |
| Wahlberechtigte               | Wahlberechtigte                  | Wahlberechtigte                 | 187.157     |             | 187.157      |              |
|                               |                                  |                                 |             |             |              |              |
| Quellen: Der Bundeswahlleiter |                                  |                                 |             |             |              |              |

### Bundestagswahl 2009
| Kandidaten                                   | Kandidaten                     | Parteien/Listen       | Erststimmen | Erststimmen | Zweitstimmen | Zweitstimmen |
| Kandidaten                                   | Kandidaten                     | Parteien/Listen       | Stimmen     | %           | Stimmen      | %            |
| -------------------------------------------- | ------------------------------ | --------------------- | ----------- | ----------- | ------------ | ------------ |
|                                              | Wolfgang Neškovićgewählt im WK | Die Linke             | 37.224      | 30,0        | 36.561       | 29,3         |
|                                              | Mario Laurischk                | CDU                   | 29.829      | 24,1        | 30.360       | 24,4         |
|                                              | Steffen Reiche                 | SPD                   | 34.529      | 27,9        | 29.999       | 24,1         |
|                                              | Martin Neumann                 | FDP                   | 10.878      | 8,8         | 11.230       | 9,0          |
|                                              | Matthias Fobo                  | Bündnis 90/Die Grünen | 5.650       | 4,6         | 6.093        | 4,9          |
|                                              | Ronny Zasowk                   | NPD                   | 4.806       | 3,9         | 3.765        | 3,0          |
|                                              | –                              | Piratenpartei         | –           | –           | 3.636        | 2,9          |
|                                              | –                              | DVU                   | –           | –           | 1.169        | 0,9          |
|                                              | –                              | Freie Wähler          | –           | –           | 1.055        | 0,8          |
|                                              | –                              | Die Republikaner      | –           | –           | 344          | 0,3          |
|                                              | –                              | BüSo                  | –           | –           | 258          | 0,2          |
|                                              | –                              | MLPD                  | –           | –           | 179          | 0,1          |
|                                              | Raimar Rätzel                  | Einzelbewerber        | 1.045       | 0,8         | –            | –            |
| Gesamt                                       | Gesamt                         | Gesamt                | 123.961     | 100         | 124.649      | 100          |
|                                              |                                |                       |             |             |              |              |
| Ungültige Stimmen                            | Ungültige Stimmen              | Ungültige Stimmen     | 4.218       | 3,3         | 3.530        | 2,8          |
| Wähler                                       | Wähler                         | Wähler                | 128.179     | 65,3        | 128.179      | 65,3         |
| Wahlberechtigte                              | Wahlberechtigte                | Wahlberechtigte       | 196.389     |             | 196.389      |              |
|                                              |                                |                       |             |             |              |              |
| Quellen: Landesamt für Statistik Brandenburg |                                |                       |             |             |              |              |

### Bundestagswahl 2005
| Kandidaten                                                         | Kandidaten                  | Parteien/Listen                            | Erststimmen | Erststimmen | Zweitstimmen | Zweitstimmen |
| Kandidaten                                                         | Kandidaten                  | Parteien/Listen                            | Stimmen     | %           | Stimmen      | %            |
| ------------------------------------------------------------------ | --------------------------- | ------------------------------------------ | ----------- | ----------- | ------------ | ------------ |
|                                                                    | Steffen Reichegewählt im WK | SPD                                        | 55.110      | 37,6        | 52.699       | 35,9         |
|                                                                    | Andreas Trunschke           | Die Linke                                  | 39.877      | 27,2        | 40.410       | 27,5         |
|                                                                    | Gabriela Arzt               | CDU                                        | 32.147      | 22,0        | 29.234       | 19,9         |
|                                                                    | Martin Neumann              | FDP                                        | 8.128       | 5,6         | 10.193       | 6,9          |
|                                                                    | Cornelia Behm               | Bündnis 90/Die Grünen                      | 4.111       | 2,8         | 6.302        | 4,3          |
|                                                                    | Jens Kramp                  | NPD                                        | 5.116       | 3,5         | 5.049        | 3,4          |
|                                                                    | –                           | Graue                                      | –           | –           | 1.528        | 1,0          |
|                                                                    | –                           | 50Plus                                     | –           | –           | 931          | 0,6          |
|                                                                    | –                           | MLPD                                       | –           | –           | 404          | 0,3          |
|                                                                    | Rudi Milius                 | Einzelbewerber                             | 1.238       | 0,8         | –            | –            |
|                                                                    | Michael Welzel              | Cottbus-Mitte zuerst! (nur Direktkandidat) | 701         | 0,5         | –            | –            |
| Gesamt                                                             | Gesamt                      | Gesamt                                     | 146.428     | 100         | 146.750      | 100          |
|                                                                    |                             |                                            |             |             |              |              |
| Ungültige Stimmen                                                  | Ungültige Stimmen           | Ungültige Stimmen                          | 2.653       | 1,8         | 2.331        | 1,6          |
| Wähler                                                             | Wähler                      | Wähler                                     | 149.081     | 73,4        | 149.081      | 73,4         |
| Wahlberechtigte                                                    | Wahlberechtigte             | Wahlberechtigte                            | 203.223     |             | 203.223      |              |
|                                                                    |                             |                                            |             |             |              |              |
| Quellen: Landesamt für Datenverarbeitung und Statistik Brandenburg |                             |                                            |             |             |              |              |